# Mardi Gras
Mardi Gras (wym. [maʁ.di ɡʁɑ], fr. tłusty wtorek) – dzień przed środą popielcową, ostatni dzień karnawału. 
Jest to także nazwa różnego typu festiwali lub parad ulicznych, odbywających się niezależnie od siebie w wielu miastach na całym świecie, np. w Nowym Orleanie czy Sydney. 
W Wielkiej Brytanii (oraz Australii i Stanach Zjednoczonych) dzień Mardi Gras znany jest również pod nazwą „Pancake Tuesday” (z ang. naleśnikowy wtorek) lub „Shrove Tuesday” i jak nazwa wskazuje, jest okazją do spożycia naleśników. W Szwecji i innych krajach północnej Europy jada się semle. W Danii świętuje się ostatni poniedziałek karnawału – fastelavn (w Islandii pod nazwą bolludagur).
Zarówno Mardi Gras, jak i Pancake Tuesday mają podobne korzenie do tłustego czwartku: są to dni wielkiego jedzenia i zabawy przed rozpoczęciem wielkiego postu.
W  Polsce ostatnie 6 dni karnawału to rozpoczynające się tłustym czwartkiem ostatki, a ostatnie przypadające we wtorkowy wieczór przyjęcie karnawału to śledzik (w Wielkopolsce podkoziołek). Żegna się wtedy karnawałowe przysmaki, witając postnego śledzia. 